# Valentina (Alta Garona)
Valentina (en francès, Valentine) és un municipi francès situat al departament de l'Alta Garona i a la regió d'Occitània.

## Geografia
Municipi de l'àrea urbana de Sent Gaudenç, al Comenge (que era part de Nebosan), prop de la Garona, a 2 km al sud-oest de Sent Gaudenç.

## Història
La ciutat fou habitada pels comenges, els romans (vila galo-romana de Valentí) i els visigots, tal com ho demostra el descobriment d'un cementiri.